# Cape Government Railways

Schienennetz der Cape Government Railways im Jahre 1910, kurz vor Gründung der Südafrikanischen Union

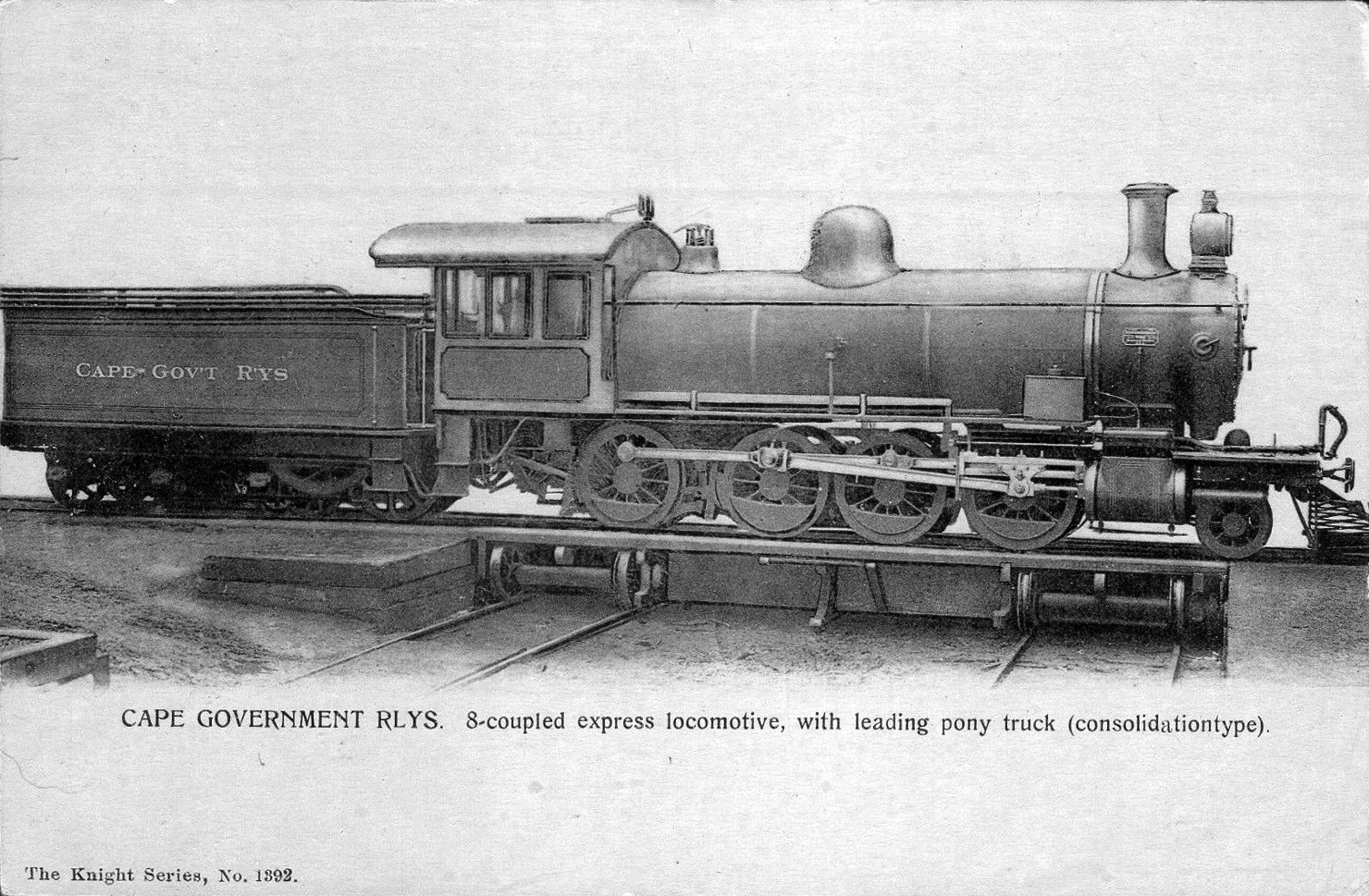
1’D Dampflokomotive der Cape Government Railways

Die Cape Government Railways (CGR) waren die erste staatliche Bahngesellschaft im heutigen Südafrika und eine der Vorgängerbahnen der späteren South African Railways.

## Geschichte
Die CGR entstanden 1874, als die Regierung der Kapkolonie vier Privatbahnen in und um Kapstadt übernahm. Ein Jahr zuvor hatte das Parlament beschlossen, dass die Kapspur (1067 mm) zum Standard werden sollte – die bis dahin auf dem Gebiet des heutigen Südafrika gebauten Bahnen hatten Spurweiten von 1435 oder 762 mm.
Nach den Diamantenfunden in Kimberley hatte die Bahnverbindung dieser Stadt mit Kapstadt eine hohe Priorität – sie wurde 1885 fertiggestellt. Parallel dazu wurden weitere Strecken von den Hafenstädten Port Elizabeth und East London ausgehend ins Landesinnere gebaut.
Die Goldfunde im Witwatersrand gaben den Anstoß zum Weiterbau der Bahn durch den Oranje-Freistaat bis an die Grenze der Provinz Transvaal, die damals als Südafrikanische Republik unabhängig war und auch eine eigene Bahngesellschaft betrieb, die Nederlandsch-Zuid-Afrikaansche Spoorwegmaatschappij (NZASM). Die Strecke durch den Oranje-Freistaat wurde 1897 von den Orange Free State Government Railways (OVGS) übernommen.
Im Süden der Kapprovinz bauten die CGR Anfang des 20. Jahrhunderts zwei 610-mm-Schmalspurstrecken, die Hopefield Railway und die Avontuur Railway. Die CGR waren ferner Betreiber der Walvis Bay Railway in der britischen Exklave Walvis Bay.
Nach der Gründung der Südafrikanischen Union im Jahr 1910 wurden die CGR zusammen mit den Natal Government Railways (NGR) und der nach dem Zweiten Burenkrieg aus der NZASM, der Pretoria Pietersburg Railway (PPR) und den OVGS entstandenen Central South African Railways (CSAR) zusammengelegt, wobei die South African Railways (SAR) entstanden.

## Fahrzeuge
1885 besaß die Gesellschaft 231 Lokomotiven, 399 Personenwagen und 3503 Güterwagen. 1906 nahmen die CGR den ersten Dampftriebwagen in Südafrika in Betrieb.